# Метт Чемберлен
Метт Чемберлен (англ. Matthew "Matt" Chamberlain; нар. 17 квітня 1967) — американський барабанщик.

## Життєпис
Метт Чемберлен народився в 1967 році в Сан-Педро, Каліфорнія, США. Він почав грати на барабанах у десятирічному віці. Підлітком він вирішив отримати класичну музичну освіту, навчаючись в Університеті Північного Техасу.
Під час перебування в Далласі Чемберлен почав грати в місцевому колективі Ten Hands. В 1988 році він долучився до гурту Edie Brickell & New Bohemians, де грав близько трьох років. Чемберлен працював в колективі до 1990 року, записавши платівку Ghost of a Dog. Він також познайомився з гітаристом Дж. Е. Смітом, який запросив Чемберлена працювати на телешоу Saturday Night Live. Барабанщик прийняв пропозицію і почав готуватись до переїзду в Нью-Йорк. Йому також запропонували тимчасово приєднатись до сіетлського колективу Pearl Jam для декількох концертів влітку 1991 року. Після закінчення турне Чемберлен мав можливість виступи в гурті, популярність якого дедалі зростала, але відмовився, бо «не відчував жодного зв'язку з цим, та хотів жити в Нью-Йорку». Замість себе Чемберлен порекомендував в Pearl Jam знайомого барабанщика з Далласу Дейва Аббрузеса.
Співпраця з Дж. Е. Смітом та Saturday Night Live Band тривала лише рік, після чого Чемберлен повернувся до Сіетлу. Він зарекомендував себе як надійний сесійний музикант, відзначившись на альбомах The Wallflowers, Торі Еймос, Кіта Урбана, Елтона Джона, Морріссі та інших. Він також заснував декілька власних проєктів, зокрема інструментальний квартет Critters Buggin, що випустив три студійних альбоми з 1994 по 2005 роки. З 2007 по 2012 роки він грав в проєкті Floratone, заснованому гітаристом Біллом Фріселлом, а з 2013 по 2016 роки — в еклектичному дуеті з піаністом Браяном Хаасом. Також у 2005 році він видав сольний альбом Matt Chamberlain. У 2011 році Чемберлен переїхав до Лос-Анджелесу, бо залишаючись в Сіетлі він був змушений більшу частину року не бачитись з сім'єю.
У 2016, 2019 та 2021 роках Метт Чемберлен був визнаний «студійним барабанщиком року» за результатами опитування читачів музичного журналу Modern Drummer.

## Дискографія

### Соло та колаборації
| Метт Чемберлен - 2005 — Matt Chamberlain - 2012 — Company 23 - 2016 — Comet B - 2021 — Foundry (EP) Девін Гофф - 2021 — The Stars Below JOJO - 2021 — JOJO Live @ The Rainbow- Seattle, Wa 2001 Floratone - 2007 — Floratone - 2012 — Floratone II Шон Воткінс - 2020 — Sean Watkins & Matt Chamberlain Slow Music Project - 2006 — Live El Rey Theater, May 13 2006 - 2006 — Live The Coach House, May 12 2006 - 2006 — Live Largo, May 11 2006 - 2006 — Live Great American Music Hall, May 9 2006 - 2006 — Live Showbox, May 6 2006 - 2006 — Live Aladdin Theater May 5 2006 | Critters Buggin - 1984 — Guest - 1987 — Host - 1997 — Monkeypot Merganzer - 1998 — Bumpa - 1998 — Amoeba - 2004 — Stampede - 2009 — Live in 95 at the OK Hotel — Seattle 1995 - 2014 — Muti (EP) - 2001 — Count Cancellation live 2001 Ден Фелпс, Віктор Краузе та Ейвінд Канг - 2011 — Modular Браян Хаас - 2013 - Frames - 2016 — Prometheus Risen |

### Сесійний музикант
Попмузика
- 2022 — Painted Shield 2
- 2022 — Зола Джісус[en] — «Arkhon»
- 2022 — Ethan Gruska and Bon Iver — So Unimportant
- 2021 — Торі Еймос — Ocean to Ocean[en]
- 2021 — Фіона Еппл — The Whole Of The Moon
- 2021 — Віллоу Сміт — Lately I Feel Everything[en]
- 2021 — Lorde — Solar Power
- 2020 — Боб Ділан — Rough and Rowdy Ways
- 2020 — Торі Еймос — Christmastide[en]
- 2020 — Мак Міллер — Circles[en]
- 2020 — Кріс Корнелл — No One Sings Like You Anymore, Vol. 1[en]
- 2020 — Руфус Вейнрайт — Unfollow the Rules[en]
- 2020 — Perfume Genius[en] — Set My Heart on Fire Immediately[en]
- 2020 — Molly Tuttle[en] — … But I'd Rather Be With You
- 2020 — Ethan Gruska — En Garde
- 2019 — Пітер Гебріел — Flotsam And Jetsam[en]
- 2019 — Perfume Genius[en] — «Eye In The Wall»
- 2019 — Леонард Коен — Thanks for the Dance
- 2019 — The Who — Who[en]
- 2019 — Брюс Спрінгстін — Western Stars[en]
- 2019 — Перрі Фаррел[en] — Kind Heaven[en]
- 2018 — Йоганн Йоганнсон/Рендел Данн[en] — Mandy
- 2018 — Neko Case — Hell-On[en]
- 2018 — A Perfect Circle — Eat the Elephant
- 2017 — Лора Марлінг — Semper Femina[en]
- 2017 — Ренді Ньюман — Dark Matter[en]
- 2016 — Міранда Ламберт — The Weight of These Wings
- 2016 — Kishi Bashi — Sonderlust
- 2016 — Кіт Урбан — Ripcord[en]
- 2016 — Phantogram — Three
- 2015 — Кріс Корнелл — Higher Truth[en]
- 2014 — Kimbra — The Golden Echo[en]
- 2014 — Phantogram — Voices[en]
- 2013 — Ерік Клептон — Old Sock[en]
- 2013 — Міранда Ламберт — Four the Record
- 2012 — Френк Оушен — Channel Orange
- 2012 — Бренді Карлайл — Bear Creek
- 2012 — Of Montreal[en] — Daughter of Cloud[en]
- 2012 — Брюс Спрінгстін — Wrecking Ball
- 2011 — Of Montreal[en] — thecontrollersphere[en]
- 2010 — Of Montreal[en] — False Priest[en]
- 2010 — Гербі Генкок/Дейв Метьюз — The Imagine Project[en]
- 2010 — Сара Барелліс — Kaleidoscope Heart[en]
- 2009 — Регіна Спектор — Far
- 2008 — Dido — Safe Trip Home
- 2007 — Джеска Хуп[en] — Kismet
- 2007 — Сара Барелліс — Little Voice
- 2007 — Бренді Карлайл — The Story[en]
- 2006 — Шон Леннон — Friendly Fire[en]
- 2006 — Морріссі — Ringleader of the Tormentors[en]
- 2005 — Каньє Вест — Late Registration
- 2005 — Роббі Вільямс — Intensive Care[en]
- 2005 — The Long Winters[en] — Ultimatum
- 2004 — Finn Brothers[en] — Everyone Is Here[en]
- 2004 — Вільям Шетнер — Has Been[en]
- 2003 — Джон Меєр — Heavier Things[en]
- 2003 — Девід Бові — Reality[en]
- 2003 — Торі Еймос — Tales of a Librarian[en]
- 2002 — Девід Бові — Heathen[en]
- 2002 — Торі Еймос — Scarlet's Walk[en]
- 2001 — Garbage — Beautiful Garbage[en]
- 2001 — Наталі Мерчант[en] — Motherland[en]
- 2001 — Елтон Джон — Songs from the West Coast[en]
- 2001 — Торі Еймос — Strange Little Girls[en]
- 2001 — Стіві Нікс — Trouble in Shangri-La[en]
- 2001 — Дейв Наварро[en] — Trust No One
- 2000 — The Wallflowers[en] — Breach[en]
- 1999 — Мейсі Грей[en] — On How Life Is[en]
- 1999 — Торі Еймос — To Venus and Back[en]
- 1999 — Фіона Еппл — When the Pawn...
- 1998 — Торі Еймос — From the Choirgirl Hotel[en]
- 1998 — Кріс Айзек — Шаблон:Нп)
- 1997 — Pigeonhed[en] — The Full Sentence[en]
- 1996 — The Wallflowers[en] — Bringing Down the Horse[en]
- 1996 — Сем Філіпс[en] — Omnipop (It's Only a Flesh Wound Lambchop)[en]
- 1996 — Фіона Еппл — Tidal
- 1991 — Pearl Jam — «Alive» (відеокліп)
- 1990 — Edie Brickell & New Bohemians — Ghost of a Dog[en]

Експериментальна музика, джаз
- 2018 — Блейк Міллс[en] - Look
- 2016 — Ентоні Вілсон[en] — Frogtown
- 2014 — Орен Амбарчі[en] — Quixotism
- 2012 — Білл Фріселл[en] — Floratone II[en]
- 2010 — Secret Chiefs 3[en] — Satellite Supersonic Vol. 1[en]
- 2010 — Бред Мелдау — Highway Rider[en]
- 2010 — Гербі Генкок — The Imagine Project[en]
- 2009 — Марко Беневенто[en] — Me Not Me[en]
- 2008 — Марко Беневенто[en] — Invisible Baby[en]
- 2008 — Stebmo — Stebmo
- 2007 — Ейвінд Кан[en] — Eyvind Kang: The Yelm Sessions
- 2007 — Білл Фріселл[en] — Floratone[en]
- 2007 — Девід Торн[en] — Prezens[en]
- 2002 — Бред Мелдау — Largo

Саундтреки
- 2020 — The King of Staten Island[en]
- 2019 — Spies in Disguise
- 2019 — Frozen II
- 2019 — Doctor Sleep
- 2019 — Zombieland: Double Tap
- 2019 — Toy Story 4
- 2018 — Ralph Breaks the Internet
- 2018 — My Dinner with Hervé[en]
- 2018 — Smallfoot
- 2018 — The Front Runner[en]
- 2018 — Tag
- 2018 — Incredibles 2
- 2018 — Mandy
- 2017 — Jumanji: Welcome to the Jungle
- 2017 — Olaf's Frozen Adventure
- 2017 — Cars 3
- 2017 — Captain Underpants: The First Epic Movie
- 2017 — Logan
- 2016 — Moana
- 2015 — Trainwreck
- 2014 — Sons of Anarchy
- 2014 — Transformers: Age of Extinction
- 2013 — Frozen
- 2013 — Man of Steel
- 2013 — The Incredible Burt Wonderstone
- 2013 — Hansel & Gretel: Witch Hunters
- 2012 — This Is 40
- 2012 — Wreck-It Ralph
- 2011 — Tower Heist
- 2011 — Horrible Bosses
- 2011 — Arthur
- 2010 — The Other Guys
- 2010 — Щоденник слабака
- 2008 — Yes Man
- 2008 — Step Brothers
- 2004 — The Polar Express
- 2004 — I Heart Huckabees
- 2004 — Welcome to Sunny Florida[en]
- 2003 — The Tori Amos Custom Concert
- 2003 — Soundstage[en] — Tori Amos
- 1998 — VH1 Storytellers[en] — Tori Amos
- 1992 — Wayne's World[9]